# Denver Open 1974
Il Denver Open 1974 è stato un torneo di tennis giocato sul sintetico indoor. È stata la 3ª edizione del torneo che fa parte del World Championship Tennis 1974. Si è giocato a Denver negli USA dal 22 al 28 aprile 1974.

## Campioni

### Singolare maschile
Roscoe Tanner ha battuto in finale  Arthur Ashe con il punteggio di 6–2, 6–4

### Doppio maschile
Arthur Ashe /  Roscoe Tanner hanno battuto in finale  Mark Cox /  Jun Kamiwazumi con il punteggio di 6–3, 7–6